# Jacques de Milleret
Jacques de Milleret ou Jacques Constant Milleret (né le 15 juin 1779 à Jonchery-sur-Vesle dans la Marne et mort le 12 août 1864 dans le 8e arrondissement de Paris) est un industriel et homme politique français.

## Biographie

### Famille
Fils de Jean-Jacques-Philippe de Milleret, receveur général du Luxembourg et maire de Thionville, et de Marie-Marguerite-Louise-Sophie Berthaud de Dammery, Jacques de Milleret est issu d'une famille de la noblesse lorraine originaire du Milanais, dont le nom Miglioretti avait été francisé en Milleret, et dont la filiation est établie depuis Paolo Miglioretti, capitaine de cavalerie au régiment de Bonnivet, vivant en 1550,.
De son premier mariage avec Éléonore Josèphe Eugénie de Brou, est notamment issue une fille qui se consacrera à la vie religieuse sous le nom de Marie-Eugénie de Jésus. Celle-ci, fondatrice de la congrégation apostolique des Religieuses de l'Assomption, sera canonisée en 2007. Jacques de Milleret épouse en secondes noces Anica de La Chevardière de La Grandville, dont il a plusieurs enfants.
Il était le propriétaire d'un hôtel particulier à Metz et, de 1812 à 1832, du château de Preisch, à proximité de la frontière luxembourgeoise, près duquel il fit aménager un important jardin à l'anglaise. En 1843, Jacques de Milleret acquiert le château de l'Étang, à Saran, où il effectue d'importantes transformations.

### Carrière industrielle
Il a été receveur général des finances à Luxembourg, Metz, Mézières et Nancy. Banquier à Paris, propriétaire de hauts-fourneaux à Saint-Hugon et des aciéries de Jolivet et de Beaupertuis en Isère, il a fondé avec l'ingénieur Louis-Antoine Beaunier l’aciérie de La Bérardière pour l'affinage des aciers bruts et la fabrication de l’acier fondu. Il participe également à la constitution de la Compagnie du chemin de fer de Saint-Étienne à la Loire, pour laquelle il reçoit du roi Charles X une médaille d’or spécialement frappée à cette occasion. La rue Jacques-Constant Milleret porte ainsi son nom à Saint-Étienne.
Cette carrière industrielle, qui le conduit à la vie politique, connaît cependant un coup d'arrêt lorsqu'il fait faillite en 1831.

### Vie politique
Chevalier de la Légion d'Honneur en 1819, membre du Conseil général de la Moselle de 1818 à 1830 et du Conseil général des manufactures à Paris, il est élu député de la Moselle (23 juin 1830 - 6 janvier 1831), et soutient le gouvernement de Louis-Philippe. Après sa faillite en 1831, il démissionne de la Chambre où il est remplacé par le comte Henri de Rigny, et se retire de la vie politique.

### Sources
- Adolphe Robert et Gaston Cougny, Dictionnaire des parlementaires français de 1789 à 1889.
- Ludovic de Magny (vicomte), Le nobiliaire universel, Recueil général des généalogies ..., Volume 7, Paris, 1861.
- Pierre-François Pinaud, Receveurs généraux des finances : 1790-1865, Droz, Genève, 1990, page 175.
- Emile Diderrich, Notice généalogique sur la famille Milleret de Preisch, Luxembourg, impr. de F. Bourg-Bourger, 1911 (lire en ligne).